# Rexhep Ismajli
Rexhep Ismajli né en 1947 est un linguiste albanais. Il vit à Pristina au Kosovo.

## Biographie
Rexhep Ismajli est né en 1947 à Presheva en Serbie, (Yougoslavie à l'époque).
En 1971, il termine des études de langue et littérature albanaises  à l'Université de Pristina.
De 1971 à 1973, il se spécialise en linguistique à l'Université Paris-Descartes à Paris sous la direction de André Martinet, puis il poursuit sa spécialisation en Allemagne, et soutient sa thèse de doctorat en sciences philologiques à l'Université de Pristina en 1982.
Il commence à enseigner la linguistique générale et l'Histoire de la langue albanaise à partir de 1972,  d'abord comme assistant, puis comme maître de conférences, et enfin comme professeur à l'Université de Pristina.
En 1989, la police yougoslave l'arrête sans mandat et le place pour 3 mois en isolement à la prison de Leskovac, puis à Belgrade et à Pristina.
De 1990 à 1993, il enseigne la langue albanaise à Ljubljana, puis de 1997 à 2000, l'albanologie à l'Université Ludwig Maximilian à Munich.
En 2000 il rentre à Pristina, il enseigne à l'Université, et est élu secrétaire général de l'Académie des Sciences et des Arts du Kosovo, puis en 2002 président.
Dès 1990, il s'engage dans le mouvement politique de la ligue démocratique du Kosovo auprès de Ibrahim Rugova, puis démissionne en 1994.
En 1994, avec Gani Bobi, Eqrem Basha et Shkëlzen Maliqi, il fonde à Peja la maison d'édition Dukagjini.
Il participe dès le début à la création du Centre de Culture albanaise à Pristina et à la mise en place du Séminaire de langue, littérature et culture albanaises qui a lieu chaque été à Pristina, rendez-vous annuel des albanologues du monde entier.

## Publications
- (sq) Gjuhë standarte dhe histori identitesh Tirana, Akad. e Shkencave, 2005